# San Luis Somos Todos
San Luis Somos Todos ist ein ehemaliges argentinisches Radsportteam mit Sitz in San Luis.
Die Mannschaft wurde 2012 gegründet und nimmt als Continental Team an den UCI Continental Circuits teil. Manager ist Pablo Andrés, der von den Sportlichen Leitern Daniel Godoy, Rubén Morán, Claudio Rodríguez, Ramón Francisco Sánchez und Augusto Sabelli unterstützt wird.
Ende 2016 wurde das Team aufgelöst.

## Saison 2016

### Erfolge in der UCI America Tour
In den Rennen der Saison 2016 der UCI America Tour gelangen die nachstehenden Erfolge.
| Datum   | Rennen                                       | Kat. | Fahrer        |
| ------- | -------------------------------------------- | ---- | ------------- |
| 5. März | 8. Etappe Vuelta a la Independencia Nacional | 2.2  | Mauro Richeze |

### Erfolge bei den Nationalen Straßen-Radsportmeisterschaften
In den Rennen zu den Nationalen Straßen-Radsportmeisterschaften 2016 gelangen die nachstehenden Erfolge.
| Datum     | Rennen                                      | Fahrer        |
| --------- | ------------------------------------------- | ------------- |
| 17. April | Argentinische Meisterschaft – Straßenrennen | Mauro Richeze |

### Abgänge – Zugänge
| Zugänge          | Team 2015 | Abgänge           | Team 2016                                   |
| ---------------- | --------- | ----------------- | ------------------------------------------- |
| Cristian Bertola | Neoprofi  | Gabriel Juárez    | Unbekannt                                   |
|                  |           | Ariel Lucero      | Unbekannt                                   |
|                  |           | Cristian Martínez | Unbekannt                                   |
|                  |           | Leandro Messineo  | Unbekannt                                   |
|                  |           | Andrei Sartassow  | Sindicato de Empleados Públicos de San Juan |

### Mannschaft
| Teamkader 2016                            | Teamkader 2016   | Teamkader 2016 | Teamkader 2016                |
| Name                                      | Geburtsdatum     | Land           | Vorheriges Team               |
| ----------------------------------------- | ---------------- | -------------- | ----------------------------- |
| Cristian Bertola                          | 8. Juli 1997     | Argentinien    |                               |
| Sergio Godoy                              | 7. Juli 1988     | Argentinien    |                               |
| Emanuel Guevara                           | 7. Februar 1989  | Argentinien    |                               |
| Alfredo Lucero                            | 8. Februar 1979  | Argentinien    |                               |
| Giuliano Mini                             | 6. April 1995    | Argentinien    |                               |
| Josué Moyano                              | 15. Februar 1989 | Argentinien    | Caja Rural-Seguros RGA (2013) |
| Fernando Murgos                           | 17. Februar 1987 | Argentinien    |                               |
| Mauricio Quiroga                          | 13. März 1992    | Argentinien    |                               |
| Mauro Richeze                             | 7. Dezember 1985 | Argentinien    | CSF Group-Navigare (2009)     |
| Leonardo Sosa                             | 29. Mai 1992     | Argentinien    |                               |
| Fernando Joel Torres                      | 21. Mai 1995     | Argentinien    |                               |
|                                           |                  |                |                               |
| Quellen: ProCyclingStats Cycling Archives |                  |                |                               |

## Platzierungen in UCI-Ranglisten
UCI America Tour
| Saison | Mannschaftswertung | Fahrerwertung        |
| ------ | ------------------ | -------------------- |
| 2012   | 18.                | Daniel Díaz (27.)    |
| 2013   | 6.                 | Daniel Díaz (6.)     |
| 2014   | 7.                 | Jorge Giacinti (32.) |
| 2015   | 32.                | Mauro Richeze (118.) |
| 2016   | 30.                | Sergio Godoy (109.)  |